# Liga Mexicana de Fútbol Femenil
La Liga Mexicana de Fútbol Femenil (conocida anteriormente como Superliga) es una liga de fútbol femenil en México organizada por la LIMEFFE.
Fue la primera división de fútbol femenino en México antes de la creación de la Liga MX Femenil en 2016. Aunque actualmente se sigue disputando.

## Antecedentes
En México se tuvo una gran participación del fútbol femenil desde las décadas de los 50 y 60 en las cuales las mujeres jugaban en los equipos aficionados de los barrios más importantes de la Ciudad de México y de otras ciudades del país, lo que generó diversas generaciones de brillantes futbolistas terminando en jugadoras como Alicia "Pelé" Vargas y María Eugenia "Peque" Rubio, hermana de Sergio Rubio, brillante defensa del Cruz Azul campeonísimo de los 70. Ambas jugadoras formaron parte de aquella magnífica Selección Mexicana Femenil que participó en los mundiales no oficiales por FIFA de Italia 1970 y México 1971. 
En esos mundiales, México quedó tercera y subcampeona mundial y el furor causado por las féminas se vio apagado por las autoridades de la Federación Mexicana de Fútbol quienes relegaron responsabilidades al sector aficionado que no estaba tan desarrollado en ese momento, además de que se dice, hubo mucho "machismo" por parte de jugadores profesionales, entre ellos, Carlos Reinoso y Enrique Borja quienes solían decir que las mujeres no deberían practicar el "deporte del hombre" debido a que era de mucho contacto físico y que eran el "sexo débil", palabras dichas por Alicia Vargas en el año de 1998 en el programa "La Jugada" de Televisa Deportes. Además, también se habló de que las mujeres muy próximamente podían alcanzar la Copa Mundial Femenil, algo que hubiera sido desastroso en el ánimo de los hombres quienes a ese nivel jamás han llegado siquiera a una Final de Copa Mundial por lo que se denota el verdadero machismo que ha sido un obstáculo en el desarrollo de las mujeres en el país, hasta la fecha.
Esto hizo que el fútbol mexicano a este nivel se estancara completamente y se bajara el nivel a un grado tan bajo que incluso en las eliminatorias de la CONCACAF la selección tricolor no pasaba de las primeras rondas. Fue hasta que llegó Alberto de la Torre a la FMF que se le dio seguimiento a las selecciones femeniles junto con Leonardo Cuéllar, el entrenador que fue levantando poco a poco el interés por el fútbol femenil hasta empezar a tener selecciones competitivas que han calificado a mundiales de selección mayor, Juegos Olímpicos y mundiales para selecciones menores, el último en Alemania 2010 donde la selección sub-20 clasificó a los cuartos de final por primera vez en su historia y clasificando en primer lugar del grupo. Jugadoras como Maribel Domínguez, Evelyn López, Iris Mora, Mónica González, Mónica Vergara, Patricia Pérez y Guadalupe Worbis formaron parte de las primeras generaciones sacadas por Cuéllar. En su mayoría, las jugadoras provenían de equipos de universidades norteamericanas (debido a que Estados Unidos es potencia mundial en fútbol femenil) y algunas otras provenían de ligas amateurs del país; sin embargo, poco a poco eso ha ido cambiando mucho pues han salido más jugadoras tanto de la Liga Premier como de la Superliga y eso ha generado una mayor diversidad de estilos de juego individuales además de que se ha podido trabajar más en cuestiones físicas, técnicas y tácticas lo que le ha dado un nivel mucho más alto a las jugadoras y a las selecciones femeniles quienes ya han disputados finales del área aunque sin poder ganarlas pero el avance es tal que ya no son goleadas como antes de 1995.

## Historia
La LNCFF se fundó originalmente con otro nombre, pero a partir del 2003, un grupo de directivos y entrenadores con una larga tradición de trabajo y apoyo al Fútbol practicado por las mujeres, tomó las riendas de aquella primera liga para formar la LNCFF bajo un esquema de participación equitativa, con la mejor organización posible y con base en las necesidades y recursos disponibles.
En el 2007, la liga se restructuró totalmente y paso a llamarse Superliga Femenil, además, contó con el apoyo y esfuerzo en conjunto tanto de la FMF en el sector aficionado como de los dueños de clubes de Primera División Varonil quienes prestaron estadios, instalaciones y comenzaron a generar un semillero importante de jugadoras ya que algunos equipos crearon su rama femenil.
La misión de la Superliga Femenil de Fútbol es la de organizar, promover e impulsar el fútbol femenil en México, apoyados en una estructura moderna y funcional. Brindar un trato personalizado, amable y ante todo, humano; mediante alternativas innovadoras y competitivas que representen dignamente sus intereses deportivos, así como la capacitación necesaria, tanto a jugadoras como a directivos, entrenadores y mentores, con la finalidad de reconocer su importancia y el derecho que tienen a jugar este deporte como aficionadas y profesionales, sin menoscabo a su integridad física, moral y social. Ofrecer apoyo y dar seguimiento a sus equipos, lo que redunde en la conformación de mejores selecciones y en consecuencia mejores actuaciones en competencias a nivel mundial, y sobre todo, que cumpla una labor social fuertemente orientada a satisfacer sus expectativas de vida y formación integral.
Actualmente la liga se llama oficialmente Liga Mexicana de Fútbol Femenil y ya no usa el nombre comercial de Superliga Femenil.

## Formato
La liga actualmente se divide en varias Zonas tomando en cuenta la ubicación de los equipos (siendo la más fuerte e importante la Zona Centro). Al final, los campeones de cada Zona se enfrentan para decidir al Campeón Nacional.
En cada Torneo también se disputa la Copa LIMEFFE. Desde la edición inaugural de la Superliga Femenil en el Apertura 2007 hasta la actual edición del Torneo Apertura 2021, la liga cuenta con una Segunda División.

## Equipos participantes Torneo Apertura 2023

### Grupo 1[2]
| Equipo                 |
| ---------------------- |
| ATLETICO ARAGON        |
| A.D HEREDEROS          |
| BAYERN TLALTENCO       |
| CEDAME CUAJIMALPA      |
| CEFORMA OCOYOACAC      |
| FELINAS VILLA GUERRERO |
| FORZA MADRID           |
| HADAS CDMX             |
| LAGARTOS               |
| PUMAS MILPA ALTA       |
| REAL SAN LORENZO       |
| IMCUFIDE SAN MATEO     |
| DEPORTIVO SANTA FE     |
| OLIMPO FEMENIL         |
| VACKERS FC             |
| BULL DOGS              |

### Grupo 2[3]
| AMAZONAS                 |        |        |           |
| ATLETICO ZITLALTEPEC     |        |        |           |
| ATLETICO ATIZAPAN        |        |        |           |
| AZUL MEXIQUENSE          |        |        |           |
| BRAMEX                   |        |        |           |
| CANTERA CDMX             |        |        |           |
| CDFA                     |        |        |           |
| DEPORTIVO NICOLAS ROMERO |        |        |           |
| HADAS IZCALLI            |        |        |           |
| TULTITLAN FEMENIL        |        |        |           |
| GIGANTERA                |        |        |           |
| HADAS                    |        |        |           |
| XFC                      |        |        |           |
| TIZAYUCA FC              |        |        |           |
| REAL SAN LUIS            | Puebla | Nexaca | Maraztian |

## Historial
A continuación se muestra el listado de campeonatos:
| Temporada                                 | Campeón                                                                      | Resultado                                          | Subcampeón                                                              |
| Primer Campeonato Femenino Mexicano       | Primer Campeonato Femenino Mexicano                                          | Primer Campeonato Femenino Mexicano                | Primer Campeonato Femenino Mexicano                                     |
| ----------------------------------------- | ---------------------------------------------------------------------------- | -------------------------------------------------- | ----------------------------------------------------------------------- |
| Invierno 2000                             | Atlas Femenil                                                                |                                                    | Instituto Politécnico Nacional Femenil                                  |
| Campeonato Femenino Mexicano              |                                                                              |                                                    |                                                                         |
| Otoño 2001                                | Tlaxcala (Zona Golfo)                                                        |                                                    |                                                                         |
| Primavera 2002                            | Tlaxcala (Zona Golfo)                                                        |                                                    |                                                                         |
| Otoño 2002                                | Caudillas de Morelos (Zona Centro) Poza Rica Femenil (Zona Golfo)            |                                                    |                                                                         |
| Liga Nacional de Clubes de Fútbol Femenil |                                                                              |                                                    |                                                                         |
| Primavera 2003                            | Caudillas de Morelos (Zona Centro) Tiburoncitas Rojas de Xalapa (Zona Golfo) |                                                    |                                                                         |
| Otoño 2003                                | Caudillas de Morelos (Zona Centro) Club Tuxtepec Oaxaca (Zona Golfo)         | 2-2 (p) 2-1                                        | Club Laguna Inter del Puerto de Veracruz                                |
| Primavera 2005                            | Club Laguna (Zona Centro) Tiburoncitas Rojas de Xalapa (Zona Golfo)          | 1-0 2-1                                            | Pachuca Femenil (Zona Centro) Inter del Puerto de Veracruz (Zona Golfo) |
| Otoño 2005                                | Caudillas de Morelos                                                         | 1-0                                                | Pumas UNAM Femenil                                                      |
| Superliga Femenil                         |                                                                              |                                                    |                                                                         |
| Apertura 2007                             | Dragonas del Instituto Oriente                                               | 6-2                                                | Leonas Negras U. de G. Femenil                                          |
| Clausura 2008                             | Reinas del SUEUM de Morelia                                                  | 4-1                                                | Oro de Jalisco                                                          |
| Apertura 2008                             | Reinas del SUEUM de Morelia                                                  | 2-1                                                | Guadalajara Femenil                                                     |
| Clausura 2009                             | Guadalajara Femenil                                                          | 4-2                                                | Andrea´s Soccer                                                         |
| Apertura 2009                             | Reinas del SUEUM de Morelia                                                  | 2-2 (7-6 p)                                        | Celestes Naucalpan                                                      |
| Clausura 2010                             | Leonas Negras U. de G. Femenil                                               | 3-2                                                | Brujas de Tlaquepaque                                                   |
| Apertura 2010                             | Celestes Naucalpan                                                           | 0-0 (4-3 p)                                        | Reinas del SUEUM de Morelia                                             |
| Clausura 2011                             | Celestes Naucalpan                                                           | 1-0                                                | Reinas del SUEUM de Morelia                                             |
| Apertura 2011                             | Reinas del SUEUM de Morelia                                                  | 2-2 (5-4 p)                                        | Celestes Naucalpan                                                      |
| Clausura 2012                             | Investigadoras de la Policía Federal                                         | 5-4                                                | Ángeles Morva                                                           |
| Apertura 2012                             | Investigadoras de la Policía Federal                                         | 7-2                                                | Club Laguna                                                             |
| Clausura 2013                             | Estudiantes de Querétaro                                                     | 5-4                                                | Contadoras de la FCA UASLP                                              |
| Apertura 2013                             | Contadoras de la FCA UASLP                                                   | 2-1                                                | Ángeles Morva                                                           |
| Clausura 2014                             | Ángeles Preuniversitario                                                     | 3-0                                                | Contadoras de la FCA UASLP                                              |
| Apertura 2014                             | Centellas de Tepozotlan                                                      | 3-2                                                | Copan FC                                                                |
| Clausura 2015                             | Rio Soccer                                                                   | 5-4                                                | Tlaxcala FC Femenil                                                     |
| Apertura 2015                             | Rio Soccer                                                                   | 5-2                                                | Tlaxcala FC Femenil                                                     |
| Clausura 2016                             | Rio Soccer                                                                   | 7-4                                                | Macro Soccer                                                            |
| Primera División Femenil                  |                                                                              |                                                    |                                                                         |
| Apertura 2016                             | Rio Soccer                                                                   | 12-2                                               | Deportivo Hidro                                                         |
| Clausura 2017                             | Selección Puebla                                                             | 2-0                                                | Fundación Real Madrid                                                   |
| Liga Mexicana de Fútbol Femenil           |                                                                              |                                                    |                                                                         |
| Apertura 2017                             | Juventinas de Celaya                                                         | 3-1                                                | Selección Femenil Chapala                                               |
| Clausura 2018                             | Irapuato Femenil                                                             | 8-5                                                | Lumer de San Luis Potosí                                                |
| Apertura 2019                             | Zacatepec Femenil                                                            | 8-7                                                | Toronto                                                                 |
| Clausura 2020                             | Torneo cancelado debido a la pandemia del COVID-19                           | Torneo cancelado debido a la pandemia del COVID-19 | Torneo cancelado debido a la pandemia del COVID-19                      |
| Apertura 2020                             | Solo campeones por zonas, sin campeón Nacional.                              | Solo campeones por zonas, sin campeón Nacional.    | Solo campeones por zonas, sin campeón Nacional.                         |
| Clausura 2021                             | Xochitepec FC                                                                | 1-0                                                | Unión Panteras Atizapan                                                 |
| Apertura 2021                             |                                                                              |                                                    |                                                                         |
| Clausura 2022                             |                                                                              |                                                    |                                                                         |
| Apertura 2022                             |                                                                              |                                                    |                                                                         |
| Clausura 2023                             |                                                                              |                                                    |                                                                         |
| Apertura 2023                             |                                                                              |                                                    |                                                                         |
| Clausura 2024                             |                                                                              |                                                    |                                                                         |

## Palmarés por club
| Club                                     | Campeonatos (años)                                          | Subcampeonatos (años)         |
| ---------------------------------------- | ----------------------------------------------------------- | ----------------------------- |
| Reinas del SUEUM de Morelia (4/2)        | Clausura 2008, Apertura 2008, Apertura 2009, Apertura 2011. | Apertura 2010, Clausura 2011. |
| Caudillas de Morelos (4)                 | Otoño 2002, Primavera 2003, Otoño 2003, Otoño 2005.         |                               |
| Rio Soccer (4)                           | Clausura 2015, Apertura 2015, Clausura 2016, Apertura 2016. |                               |
| Celestes Naucalpan (2/2)                 | Apertura 2010, Clausura 2011.                               | Apertura 2009, Apertura 2011. |
| Tlaxcala (2)                             | Otoño 2001, Primavera 2002.                                 |                               |
| Tiburoncitas Rojas de Xalapa (2)         | Primavera 2003, Primavera 2005.                             |                               |
| Investigadoras de la Policía Federal (2) | Clausuras 2012, Apertura 2012.                              |                               |
| Club Laguna (1/2)                        | Primavera 2005.                                             | Otoño 2003, Apertura 2012.    |
| Contadoras de la FCA UASLP (1/2)         | Apertura 2013.                                              | Clausura 2013, Clausura 2014. |
| Guadalajara Femenil (1/1)                | Clausura 2009.                                              | Apertura 2008.                |
| Leonas Negras U. de G. Femenil (1/1)     | Clausura 2010.                                              | Apertura 2007.                |
| Atlas Femenil (1)                        | Invierno 2000.                                              |                               |
| Poza Rica Femenil (1)                    | Otoño 2002.                                                 |                               |
| Club Tuxtepec Oaxaca (1)                 | Otoño 2003.                                                 |                               |
| Dragonas del Instituto Oriente (1)       | Apertura 2007.                                              |                               |
| Estudiantes de Queretaro (1)             | Clausura 2013.                                              |                               |
| Ángeles Preuniversitario (1)             | Clausura 2014.                                              |                               |
| Centellas de Tepozotlan (1)              | Apertura 2014.                                              |                               |
| Selección Puebla (1)                     | Clausura 2017.                                              |                               |
| Juventinas de Celaya (1)                 | Apertura 2017.                                              |                               |
| Irapuato Femenil (1)                     | Clausura 2018.                                              |                               |
| Zacatepec Femenil (1)                    | Apertura 2019.                                              |                               |
| Xochitepec FC (1)                        | Clausura 2021.                                              |                               |
| Inter del Puerto de Veracruz (0/2)       |                                                             | Otoño 2003, Primavera 2005.   |
| Ángeles Morva (0/2)                      |                                                             | Clausura 2012, Apertura 2013. |
| Tlaxcala FC Femenil (0/2)                |                                                             | Clausura 2015, Apertura 2015. |
| Pachuca Femenil (0/1)                    |                                                             | Primavera 2005.               |
| Pumas UNAM Femenil (0/1)                 |                                                             | Otoño 2005.                   |
| Oro de Jalisco (0/1)                     |                                                             | Clausura 2008.                |
| Andrea´s Soccer (0/1)                    |                                                             | Clausura 2009.                |
| Brujas de Tlaquepaque (0/1)              |                                                             | Clausura 2010.                |
| Copan FC (0/1)                           |                                                             | Apertura 2014.                |
| Macro Soccer (0/1)                       |                                                             | Clausura 2016.                |
| Deportivo Hidro (0/1)                    |                                                             | Apertura 2016.                |
| Fundación Real Madrid (0/1)              |                                                             | Clausura 2017.                |
| Selección Femenil Chapala (0/1)          |                                                             | Apertura 2017.                |
| Lumer de San Luis Potosí (0/1)           |                                                             | Clausura 2018.                |
| Toronto (0/1)                            |                                                             | Apertura 2019.                |
| Unión Panteras Atizapan (0/1)            |                                                             | Clausura 2021.                |

## Campeonas de goleo
| Año           | Nombre                                 | Equipo             | Goles |  | Año           | Nombre                       | Equipo              | Goles |
| ------------- | -------------------------------------- | ------------------ | ----- |  | ------------- | ---------------------------- | ------------------- | ----- |
| Apertura 2007 | Claudia Erika García Mercado           | Dragonas Oriente   | 21    |  | Clausura 2008 | Yuritzi Gil                  | Morelia             | 22    |
| Apertura 2008 | Yuritzi Gil                            | Morelia            | 19    |  | Clausura 2009 | Alejandra Vélez              | Guadalajara Femenil | 30    |
| Apertura 2009 | Erika Cruz Martín y Karla Reyes Rivera | Tepatitlán/Cuautla | 16    |  | Clausura 2010 | Claudia Erika García Mercado | Real Celeste        | 18    |
| Apertura 2010 | Claudia Erika García Mercado           | Real Celeste       | 22    |  | Clausura 2010 | Claudia Erika García Mercado | Real Celeste        | 19    |
| Apertura 2011 | Diana Laura Evangelista Ch.            | U. de Colima       | 26    |  | Clausura 2012 | Claudia Erika García Mercado | Real Celeste        | 26    |

## Mejor jugadora de la Final
| Torneo        | Jugadora                    | Equipo                 |
| ------------- | --------------------------- | ---------------------- |
| Apertura 2007 | X                           | X                      |
| Clausura 2008 | X                           | X                      |
| Apertura 2008 | X                           | X                      |
| Clausura 2009 | X                           | X                      |
| Apertura 2009 | Guadalupe Cruzaley Parra    | Morelia                |
| Clausura 2010 | Carla Rossi                 | Leonas Negras U. de G. |
| Apertura 2010 | Balbina María Treviño Garza | Real Celeste           |
| Clausura 2011 | Tamara Romero               | Real Celeste           |
| Apertura 2011 | Balbina María Treviño Garza | Morelia                |
| Clausura 2012 | Lizbeth Hernández           | Investigadoras PFP     |